# Anschlag in Diyarbakır 2016
Der Anschlag in Diyarbakir 2016 wurde am 4. November 2016 gegen 8 Uhr morgens Ortszeit in der Nähe des Polizei-Hauptquartiers, im Zentrum der Stadt, verübt.
Dabei starben acht Menschen und mehr als hundert Menschen wurden verletzt. Eine Autobombe explodierte im Zentrum der kurdisch geprägten Großstadt. 
Ministerpräsident Yildirim machte unmittelbar nach Bekanntwerden die PKK für den Anschlag verantwortlich.
Später bekannte sich die Dschihadistenmiliz „Islamischer Staat“ zu der Tat.  Für die Authentizität dieses Bekenntnisses spricht, dass IS-Chef Abu Bakr al-Baghdadi am Tag zuvor in einer Audiobotschaft zu Angriffen gegen die Türkei aufgerufen hatte.

## Hintergrund und Vorgeschichte
In den davor liegenden anderthalb Jahren wurden in der Türkei einige Anschläge von den Teyrêbazên Azadîya Kurdistan, der PKK und von dem „Islamischen Staat“ verübt.